# Tricarinodynerus guerinii
Tricarinodynerus guerinii är en stekelart som först beskrevs av Henri Saussure 1852.  Tricarinodynerus guerinii ingår i släktet Tricarinodynerus och familjen Eumenidae.

## Underarter
Arten delas in i följande underarter:
- T. g. deserticola
- T. g. neptunus
- T. g. rubens